# Marc-Antoine Durando
Pour les articles homonymes, voir Durando.
Marc-Antoine Durando (Mondovi, 22 mai 1801 - Turin, 10 décembre 1880) est un prêtre lazariste fondateur des Sœurs nazaréennes de la Passion et reconnu bienheureux par l'Église catholique.

## Biographie
Marc-Antoine Durando naît le 22 mai 1801 à Mondovi dans une famille très aisée. Deux de ses frères, Giovanni (1804-1869) et Giacomo (1807-1894), deviendront généraux et hommes politiques. Dès l'âge de 15 ans, Marc-Antoine manifeste le désir de partir comme missionnaire en Chine, et entre dans la Congrégation de la Mission à l'âge de 18 ans. Il est ordonné prêtre le 12 juin 1824 dans la cathédrale de Fossano puis part à Casale Monferrato où il reste pendant 5 ans. Sa demande des Missions étrangères n'est pas acceptée par ses supérieurs qui le destinent aux missions populaires et rurales ainsi qu'à la prédication des exercices spirituels pour le clergé. En 1829, il est envoyé à la maison de Turin où il est nommé supérieur en 1831.
Les difficultés à résoudre sont nombreuses car la période napoléonienne a supprimé les instituts religieux et confisquer leurs biens, il faut donc commencer par aménager la résidence des lazaristes. Le père Durando établit la résidence de Turin dans l'ancien monastère de la Visitationet la complète par un bâtiment qui permet les conférences au clergé et les exercices spirituels aux laïcs qui devient une référence pour le clergé turinois et piémontais. De nombreux saints la fréquentent dont saint Joseph Cafasso, saint Jean Bosco, saint Léonard Murialdo, le bienheureux Joseph Allamano et saint Joseph-Benoît Cottolengo qui s'inspire de l'esprit de saint Vincent de Paul par ses œuvres et sa spiritualité.
En 1833, Marc-Antoine introduit dans le Piémont les Filles de la charité de Saint-Vincent-de-Paul pour s'occuper de divers hôpitaux militaires et civils. Il fait établir des œuvres de charité appelées "Miséricordes", aidées par les sœurs et l'association des Dames, qui les soutiennent financièrement. Ce sont des centres d'aide sociale, où le pauvre trouve un repas chaud, des vêtements à disposition, des soins médicaux de base. Autour de ces centres se développent bientôt des crèches pour enfants pauvres ou pour les mamans qui travaillent, des orphelinats, des infirmeries pour personnes âgées, des visites à domicile aux pauvres et aux malades. L'une des Miséricordes les plus complètes et les plus bénéfiques est la première Miséricorde de San Massimo fondée en 1854 et confiée à la direction de la servante de Dieu sœur Marie Clarac. Ainsi Turin possède un vrai réseau d'œuvres de charité.
En 1837 il est nommé visiteur de la province de Haute Italie ; cette nomination révèle l'estime qui s'était créée autour de sa personne dans le bref temps où il gouverna la maison de Turin. Mgr Fransoni, archevêque de Turin, lui confie aussi la direction des Sœurs de Saint Joseph de Turin. Il contribue à la rédaction des constitutions religieuses des Sœurs de Sainte-Anne de Turin. Il est directeur spirituel des clarisses capucines du nouveau monastère de Sainte-Claireet du monastère des Sœurs pénitentes de sainte Marie-Madeleine. Le 3 juillet 1866, les communautés religieuses sont supprimées et le père doit racheter les maisons confisquées. C'est une préoccupation énorme pour le père Durando car outre la dépense considérable qu'elle comporte, il n'est pas possible de mettre les maisons et les biens au nom de la communauté des Lazaristes, qui est légalement supprimée, mais il faut les mettre au nom de personnes physiques avec les frais liés aux successions.
Dans la direction de la province, il donne une grande place à favoriser les missions étrangères par le soutien de l'Œuvre pontificale de la propagation de la foi fondée à Lyon en 1822 par Pauline Jaricot mais aussi en acceptant les demandes de ses confrères qui souhaitent partir à l'étranger comme le père Félix De Andreis qui devient le premier supérieur de la Congrégation de la Mission aux États-Unis et vicaire général de la Louisiane et dont le procès de béatification est ouvert. En 1855, le marquis Antonio Brignole Sale et son épouse Artemisa Negroni fondent à Gênes le séminaire Negroni-Brignole-Sale, spécialisé dans les vocations missionnaires, et le confie aux lazaristes de Gênes. Le père Durando y apporta toute sa collaboration. Parmi les anciens élèves, plusieurs devinrent des évêques et des prélats éminents. En 1856, il crée l'association des Enfants de Marie Immaculée.
Certaines filles sous la direction spirituelle du père Durando expriment leur intention d'entrer dans une congrégation religieuse mais, selon les lois canoniques de l'époque, leurs naissances hors mariage religieux les empêchent d'entrer en religion. Pour répondre à cette demande, il fonde le 21 novembre 1865 la compagnie de la Passion de Jésus de Nazareth, une société de vie apostolique ayant pour but de servir les personnes souffrantes et d'accompagner les mourants. Le père Marc-Antoine Durando meurt le 10 décembre 1880. Son corps repose dans l'église de la Visitation de Turin (it). Le pape Jean Paul II le béatifie le 20 octobre 2002,.